# Face à l'opinion
 (signalé en juillet 2025).
Si vous disposez d'ouvrages ou d'articles de référence ou si vous connaissez des sites web de qualité traitant du thème abordé ici, merci de compléter l'article en donnant les références utiles à sa vérifiabilité et en les liant à la section « Notes et références ».
- Archive Wikiwix
- Bing
- Cairn
- DuckDuckGo
- E. Universalis
- Gallica
- Google
- G. Books
- G. News
- G. Scholar
- Persée
- Qwant
- (zh) Baidu
- (ru) Yandex
- (wd) trouver des œuvres sur Wikidata

Face à l'opinion est une première émission de télévision politique française animée par Pierre Corval et diffusée sur R.T.F. Télévision, juste après le journal télévisé, du 20 octobre 1954 à 1956.

## Principe de l'émission
Cette émission, créée par le journaliste de radio et grand résistant Pierre Corval, est la première émission de télévision politique de plateau à la télévision française, fondée sur l'interview d'une personnalité politique, interrogée sur un thème en direct par plusieurs journalistes sur le modèle de l'émission américaine Meet the Press.
Tout débat avec l'opposition étant interdit d'expression à la télévision depuis 1947, date de l'interdiction d'antenne du Général de Gaulle, le débat, très courtois, se tient entre les journalistes et l'invité. 
L'émission est supprimée en 1956 sur décision du Président du Conseil socialiste Guy Mollet, à qui une émission sur les élections législatives avait déplu.

## Journalistes
Les principaux interlocuteurs des hommes politiques sont des éditorialistes ou des journalistes parlementaires de la presse écrite parisienne, qui puisent souvent leur légitimité d'interviewers des responsables publics dans leurs glorieux faits d'armes de résistant.
- Pierre Corval
- Pierre Dumayet (qui représente la R.T.F.)
- 3 autres journalistes de la presse écrite parisienne comme Jacques Fauvet (Le Monde), Gérard Marin (Le Figaro) ou Jean-Maurice Hermann (Libération).

## Les invités
Le premier invité est le ministre de la France d'Outre-mer, Robert Buron, qui inaugure l'émission le 20 octobre 1954, l'opposition en est absente. Beaucoup des invités suivants seront également membres du gouvernement. Le 4 janvier 1955, François Mitterrand, alors
ministre de l'Intérieur, est interrogé sur l'Algérie.